# نظام تصنيف التربة الأمريكي

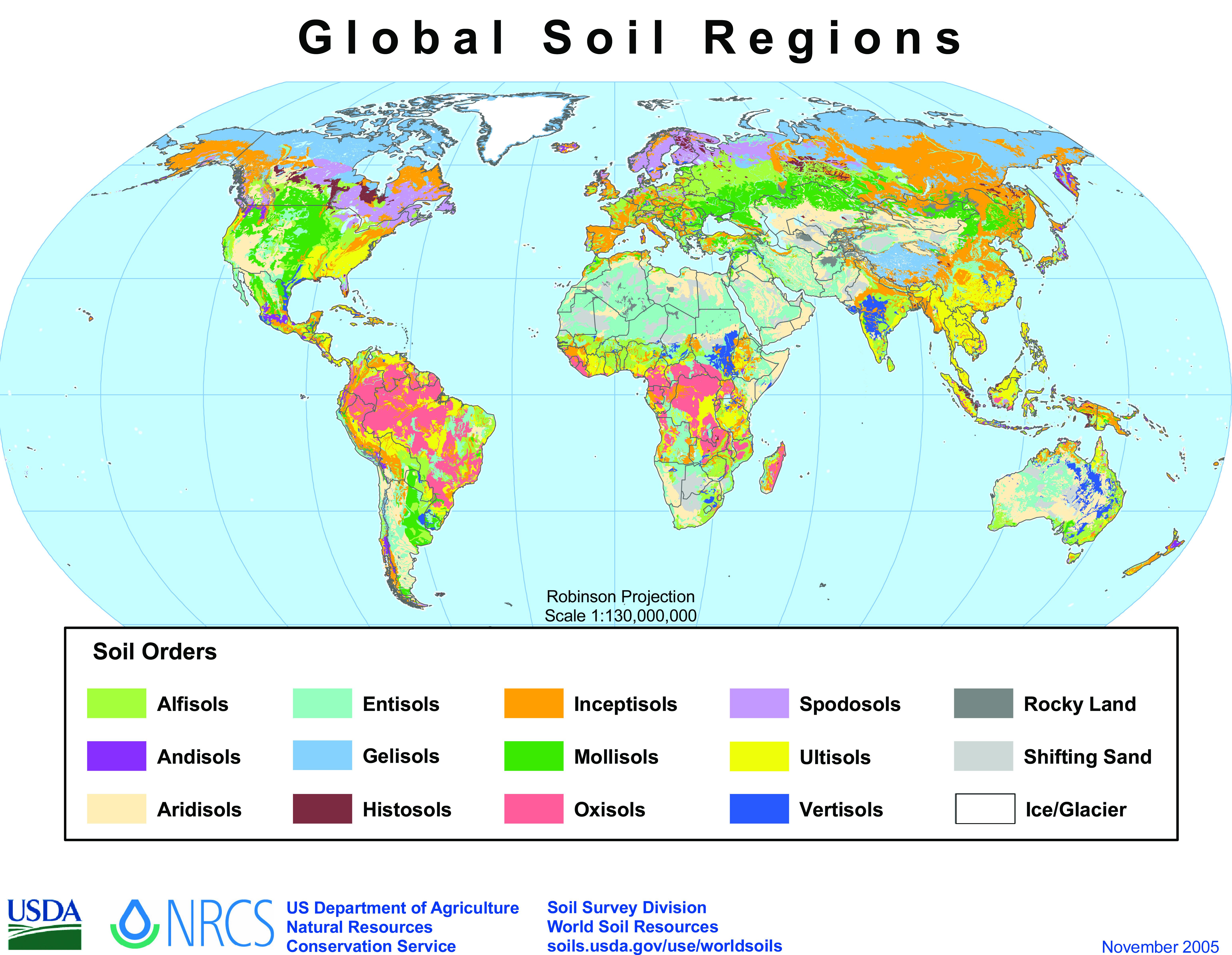
توزيع التربة في العالم حسن النظام الأمريكي

نظام تصنيف التربة الأمريكي (بالإنجليزية: USDA Soil Taxonomy)‏ تم تطويره من قبل وزارة الزراعة الأمريكية والمسح الوطني التعاوني للتربة (بالإنجليزية: National Cooperative Soil Survey)‏ ويوفر تصنيف تفصيلي لأنواع التربة وفقا لمعايير عدة (في الأغلب على حسب خصائصها) وفي عدة مستويات:
- رتبة
- رتيبة
- مجموعة عظمي
- تحت مجموعة
- فصيلة
- سلسلة.[1][2]

## رتب
يقسم نظام تصنيف التربة الأمريكي تربة العالم إلى 12 رتبة هي:
1. تربة ألفيسول (بالإنجليزية: Alfisol)‏ أو تربة الغابات المشبعة بالقواعد
2. تربة أريديسول (بالإنجليزية: Aridisol)‏ أو تربة جافة
3. تربة أنتيسول (بالإنجليزية: Entisol)‏ أو تربة حديثة
4. تربة إنسبتيسول (بالإنجليزية: Inceptisol)‏ أو تربة ضعيفة التطور
5. تربة هيستوسول (بالإنجليزية: Histosol)‏ أو تربة عضوية
6. تربة موليسول (بالإنجليزية: Mollisol)‏ أو تربة حشائش السهول والبراري
7. تربة أوكسيسول (بالإنجليزية: Oxysol)‏ أو تربة الأكسدة
8. تربة سبودوسول (بالإنجليزية: Spodosol)‏ أو تربة أمورفية عضوية
9. تربة أولتيسول (بالإنجليزية: Ultisol)‏ أو تربة الغابات الحمضية غير المشبعة بالقواعد
10. تربة فرتيسول (بالإنجليزية: Vertisol)‏ أو تربة مقلوبة
11. تربة جليسول (بالإنجليزية: Gelisol)‏ أو تربة متجمدة
12. تربة أنديسول (بالإنجليزية: Andisol)‏ أو تربة بركانية